# Capela (Portugalia)
Capela este o comună cu ca. 1200 de locuitori din districtul Porto, Portugalia de nord.
Coordonate: 41° 06' 00" N, 08° 21' 00" W